# Liste der Einträge im National Register of Historic Places im Brown County (Minnesota)

Lage des Brown County in Minnesota

Die Liste der Einträge im National Register of Historic Places im Brown County in Minnesota führt alle Bauwerke und historischen Stätten im Brown County auf, die in das National Register of Historic Places aufgenommen wurden.

## Legende
| NRHP | Historic Place    |
| HD   | Historic District |

## Aktuelle Einträge
| [ 2 ] | Name                                                        | Bild                                                        | Eintragsdatum        | Lage                                                                                               | Ort                    | Beschreibung |
| ----- | ----------------------------------------------------------- | ----------------------------------------------------------- | -------------------- | -------------------------------------------------------------------------------------------------- | ---------------------- | --- |
| 1     | Bendixon-Schmid House                                       | Bendixon-Schmid House                                       | 1979 ID-Nr. 79001218 | 123 North Marshall Street 44° 14′ 27″ N, 94° 58′ 32″ W                                             | Springfield            | 1894 im Queen Anne-Stil errichtetes Gebäude |
| 2     | C. Berg's Hotel                                             | C. Berg's Hotel                                             | 2012 ID-Nr. 11001084 | 145 West Main Street 44° 17′ 49,1″ N, 94° 43′ 26,5″ W                                              | Sleepy Eye             | 1899 im Queen Anne-Stil errichtetes Hotel |
| 3     | Bjorneberg Garage                                           | Bjorneberg Garage                                           | 1979 ID-Nr. 79001197 | Broadway 44° 8′ 52,1″ N, 94° 29′ 38,1″ W                                                           | Hanska                 | 1919 errichtete Service-Station |
| 4     | Boesch, Hummel, and Maltzahn Block                          | Boesch, Hummel, and Maltzahn Block                          | 1979 ID-Nr. 79001201 | 6-12 North Minnesota Street 44° 18′ 49,4″ N, 94° 27′ 32,9″ W                                       | New Ulm                | 1890 aus Backsteinen errichtetes Geschäftsgebäude |
| 5     | Chicago and North Western Depot                             | Chicago and North Western Depot                             | 1992 ID-Nr. 92000822 | Oak Street, Northwest 44° 17′ 54″ N, 94° 43′ 24,7″ W                                               | Sleepy Eye             | 1902 im als Tudor Revival bezeichneten Baustil errichtetes Bahnhofsgebäude |
| 6     | Chicago and North Western Railroad Depot                    | Chicago and North Western Railroad Depot                    | 1979 ID-Nr. 79001202 | South Valley Street 44° 18′ 46,7″ N, 94° 27′ 12,6″ W                                               | New Ulm                | 1895 errichtetes steinernes Bahnhofsgebäude |
| 7     | Bernard Fesenmaier House                                    | Bernard Fesenmaier House                                    | 1979 ID-Nr. 79001203 | 426 North State Street 44° 19′ 0,5″ N, 94° 27′ 58,2″ W                                             | New Ulm                | In den 1880er Jahren im Italianate-Stil aus Backsteinen errichtetes Farmgebäude |
| 8     | Flandrau State Park CCC/WPA/Rustic Style Historic Resources | Flandrau State Park CCC/WPA/Rustic Style Historic Resources | 1989 ID-Nr. 89001658 | Abseits des County Highway 13 44° 17′ 31,6″ N, 94° 28′ 12,8″ W                                     | südöstlich von New Ulm | Parkeinrichtungen, die in den 1930er Jahren im Rahmen von Arbeitsbeschaffungsmaßnahmen vom Civilian Conservation Corps und der Works Progress Administration errichtet wurden                    |
| 9     | Wanda Gág Childhood Home                                    | Wanda Gág Childhood Home                                    | 1979 ID-Nr. 79001204 | 226 North Washington Street 44° 18′ 51,1″ N, 94° 27′ 56,2″ W                                       | New Ulm                | 1894 im Queen Anne-Stil errichtetes Wohnhaus der Künstlerfamie Gág; heute Museum |
| 10    | Grand Hotel                                                 | Grand Hotel                                                 | 1990 ID-Nr. 90000986 | 210 North Minnesota Street 44° 18′ 56,7″ N, 94° 27′ 39,7″ W                                        | New Ulm                | 1876 im Italianate-Stil errichtetes Hotel |
| 11    | Hermann Monument                                            | Hermann Monument                                            | 1973 ID-Nr. 73000965 | Hermann Heights Park 44° 18′ 25,6″ N, 94° 28′ 22,3″ W                                              | New Ulm                | 1888–1897 errichtetes Pendant zum Hermannsdenkmal in Detmold |
| 12    | Frederick W. Kiesling House                                 | Frederick W. Kiesling House                                 | 1972 ID-Nr. 72000674 | 220 North Minnesota Street 44° 18′ 58,2″ N, 94° 27′ 40″ W                                          | New Ulm                | 1861 im Greek Revival errichtetes Gebäude |
| 13    | Kreitinger Garage                                           | Kreitinger Garage                                           | 1979 ID-Nr. 79001219 | 1 North Cass Street 44° 14′ 21″ N, 94° 58′ 27″ W                                                   | Springfield            | 1911 aus Backsteinen errichtetes Autohaus |
| 14    | Lampert Lumber Company Line Yard                            | Lampert Lumber Company Line Yard                            | 1979 ID-Nr. 79001196 | Center Street 44° 19′ 30″ N, 94° 36′ 19″ W                                                         | Milford Township       | 1919 im American Craftsman-Stil errichtetes Holzlager |
| 15    | Liberal Union Hall                                          | Liberal Union Hall                                          | 1979 ID-Nr. 79001198 | Broadway Ecke Main Street 44° 8′ 56,4″ N, 94° 29′ 38,1″ W                                          | Hanska                 | 1910 aus Backsteinen errichtetes Versammlungshaus |
| 16    | Gov. John Lind House                                        | Gov. John Lind House                                        | 1974 ID-Nr. 74001005 | 622 Center Street 44° 18′ 44,5″ N, 94° 27′ 42,7″ W                                                 | New Ulm                | 1887 im Queen Anne-Stil errichtetes Wohnhaus von John Lind (1854–1930), dem 14. Gouverneur von Minnesota (1899–1901)                                                                             |
| 17    | Melges Bakery                                               | Melges Bakery                                               | 1974 ID-Nr. 74001006 | 213 South Minnesota Street 44° 18′ 39,2″ N, 94° 27′ 23,2″ W                                        | New Ulm                | 1865 aus Backsteinen errichtetes Geschäftsgebäude mit falscher Fassade |
| 18    | New Ulm Armory                                              | New Ulm Armory                                              | 1979 ID-Nr. 79001205 | 205 North Broadway 44° 18′ 52,5″ N, 94° 27′ 46,7″ W                                                | New Ulm                | 1914 im neugotischen Stil errichtetes Arsenal Nationalgarde |
| 19    | New Ulm Commercial Historic District                        | New Ulm Commercial Historic District                        | 2005 ID-Nr. 05001438 | Minnesota Street zwischen 1st Street, South und 3rd Street, North 44° 18′ 51,5″ N, 94° 27′ 35,7″ W | New Ulm                | Zwischen 1853 und 1960 aus Backsteinen errichtete Geschäftsgebäude |
| 20    | New Ulm Oil Company Service Station                         | New Ulm Oil Company Service Station                         | 1979 ID-Nr. 79001206 | Broadway Ecke 5th Street 44° 19′ 4,1″ N, 94° 27′ 53,7″ W                                           | New Ulm                | 1926 errichtete Tankstelle und Service-Station |
| 21    | New Ulm Post Office                                         | New Ulm Post Office                                         | 1970 ID-Nr. 70000287 | Center Street Ecke Broadway 44° 18′ 46,7″ N, 94° 27′ 37″ W                                         | New Ulm                | 1909 im Stil der Neorenaissance errichtete Poststation; heute Sitz der Brown County Historical Society                                                                                           |
| 22    | Nora Free Christian Church                                  | Nora Free Christian Church                                  | 1988 ID-Nr. 88001176 | MN 257 44° 8′ 35,4″ N, 94° 28′ 52,9″ W                                                             | Hanska                 | 1884 errichtete unitarische Kirche und 1906 errichtetes Pfarrhaus |
| 23    | Adolph C. Ochs House                                        | Adolph C. Ochs House                                        | 1979 ID-Nr. 79001220 | 303 North Marshall Street 44° 14′ 32,3″ N, 94° 58′ 32,5″ W                                         | Springfield            | 1911 im als Colonial Revival bezeichneten Baustil aus Backsteinen errichtetes Wohnhaus eines örtlichen Geschäftsmannes                                                                           |
| 24    | Old Main, Dr. Martin Luther College                         | Old Main, Dr. Martin Luther College                         | 1979 ID-Nr. 79001208 | College Heights, Camps des Martin Luther College 44° 18′ 20,7″ N, 94° 28′ 16,2″ W                  | New Ulm                | 1884 im neugotischen Stil errichtetes erstes Gebäude auf dem Campus |
| 25    | August Schell Brewing Company                               | August Schell Brewing Company                               | 1974 ID-Nr. 74001007 | 20th South Street 44° 17′ 21,2″ N, 94° 26′ 58,9″ W                                                 | New Ulm                | In den 1880er Jahren errichtete älteste noch erhalten gebliebene Brauerei |
| 26    | Otto Schell House                                           | Otto Schell House                                           | 1979 ID-Nr. 79001210 | Point Lookout 44° 17′ 29,4″ N, 94° 26′ 49,5″ W                                                     | New Ulm                | 1895 im Queen Anne-Stil errichtetes Wohnhaus des Bierbrauers Otto Schell |
| 27    | Shady Lane Stock Farm                                       |                                                             | 1979 ID-Nr. 79001221 | US 14 44° 15′ 3,4″ N, 94° 56′ 48,4″ W                                                              | Springfield            | 1898–1913 errichtete moderne Farm |
| 28    | Sleepy Eye Milling Company                                  | Sleepy Eye Milling Company                                  | 1991 ID-Nr. 91000038 | 4th Street Ecke Oak Street, Northeast 44° 17′ 55,2″ N, 94° 43′ 5,7″ W                              | Sleepy Eye             | 1901–1920 errichteter Getreidemühlenkomplex |
| 29    | W. W. Smith House                                           | W. W. Smith House                                           | 1979 ID-Nr. 79001211 | 101 Linden Street, Southwest 44° 17′ 34,2″ N, 94° 43′ 23,6″ W                                      | Sleepy Eye             | 1901 im Queen Anne-Stil errichtetes Wohnhaus eines Bankiers |
| 30    | South Broadway Historic District                            | South Broadway Historic District                            | 1979 ID-Nr. 79001212 | 200-308 South Broadway 44° 18′ 36,1″ N, 94° 27′ 29,5″ W                                            | New Ulm                | Reihe von acht Backsteingebäuden aus dem frühen 20. Jahrhundert |
| 31    | South German Street Historic District                       | South German Street Historic District                       | 1979 ID-Nr. 79001217 | 110-312 South German Street 44° 18′ 42,8″ N, 94° 27′ 20,9″ W                                       | New Ulm                | Ensemble von im Italianate-Stil und im Queen Anne-Stil errichtete Wohnhäuser örtlicher Industrieller                                                                                             |
| 32    | St. Michael's School and Convent                            | St. Michael's School and Convent                            | 1979 ID-Nr. 79001213 | 500 North State Street 44° 19′ 1,5″ N, 94° 27′ 59,5″ W                                             | New Ulm                | 1872 im Italianate-Stil errichtetes Gebäude |
| 33    | Synsteby Site                                               |                                                             | 1975 ID-Nr. 75000976 | Südostufer des Lake Hanska 44° 6′ 59″ N, 94° 32′ 53″ W                                             | südwestlich von Hanska | Archäologische Fundstätte mit Fundstücken und Gräbern aus der Zeit von 500 v. Chr.–1000 n. Chr. sowie die Stelle, an der ein 1863 errichtetes Fort stand; heute Teil des Lake Hanska County Park |
| 34    | Thormodson Barn                                             | Thormodson Barn                                             | 1979 ID-Nr. 79001199 | Abseits der MN 257 44° 7′ 50,3″ N, 94° 26′ 27,2″ W                                                 | Hanska                 | 1912 errichteter sechseckiger Kuhstall mit Futtersilo |
| 35    | Turner Hall                                                 | Turner Hall                                                 | 1979 ID-Nr. 79001215 | State Street Ecke 1st South Street 44° 18′ 37,2″ N, 94° 27′ 38,9″ W                                | New Ulm                | 1873 errichtetes Versammlungshaus; Treffpunkt deutscher Einwanderer |
| 36    | Winona and St. Peter Freight Depot                          | Winona and St. Peter Freight Depot                          | 1979 ID-Nr. 79001216 | Oak Street, Northeast 44° 17′ 55″ N, 94° 43′ 17,5″ W                                               | Sleepy Eye             | 1887 errichtetes Frachtdepot an einer der ersten Eisenbahnlinien der Region |

## Frühere Einträge
| [ 2 ] | Name                                    | Bild | Eintragsdatum        | Lage                                                             | Ort            | Beschreibung                                                     |
| ----- | --------------------------------------- | ---- | -------------------- | ---------------------------------------------------------------- | -------------- | ---------------------------------------------------------------- |
| 1     | Chicago and North Western Section House |      | 1979 ID-Nr. 79001195 | Railroad Street Ecke Brown Street 44° 6′ 35,3″ N, 94° 54′ 9,2″ W | Comfrey        | 1990 aus dem Register gestrichen                                 |
| 2     | Cobden Jail                             |      | 1979 ID-Nr. 79001194 | 2nd Street 44° 17′ 10,2″ N, 94° 50′ 54,4″ W                      | Cobden         | 1991 aus dem Register gestrichen                                 |
| 3     | New Ulm Roller Mill Complex             |      | 1979 ID-Nr. 79001207 | 222 1st South Street 44° 17′ 10,2″ N, 94° 50′ 54,4″ W            | New Ulm        | 1986 nach der Zerstörung durch Brand aus dem Register gestrichen |
| 4     | Ruemke Mercantile Store                 |      | 1979 ID-Nr. 79001209 | 226 North Minnesota Street 44° 18′ 58,3″ N, 94° 27′ 41,2″ W      | New Ulm        | 1981 abgerissen; 1984 aus dem Register gestrichen                |
| 5     | Tivoli Gardens                          |      | 1979 ID-Nr. 79001214 | 313 1st North Street 44° 18′ 56″ N, 94° 27′ 26,3″ W              | New Ulm        | 1985 abgerissen und 1987 aus dem Register gestrichen             |
| 6     | Twente Farm Elevator and Granary        |      | 1979 ID-Nr. 79001200 | Abseits der County Road 16 44° 9′ 31,7″ N, 94° 42′ 47,3″ W       | Albin Township | 1986 abgerissen und 1987 aus dem Register gestrichen             |